# Cécile Sap
Cécile, barones Vlerick-Sap (1922 – oktober 2001) was de echtgenote van zakenman, politicus en hoogleraar André Vlerick en een van de zes kinderen van politicus en hoogleraar Gustave Sap. Cécile Sap was een van de weinige vrouwen in de raden van bestuur van belangrijke Vlaamse bedrijven en was ook erevoorzitster van de alumni van de Vlerick Leuven Gent Management School, die in 1953 door haar echtgenoot was opgericht.

## Levensloop
In december 1945 trouwde Cécile Sap met André Vlerick, waardoor ze geïntroduceerd werd in de Vlaamse economische en politieke kringen.
In 1976 speelden Cécile Sap en haar echtgenoot een belangrijke rol in de redding van de failliete krant De Standaard. Hierin speelden emotionele redenen een belangrijke rol: haar vader Gustave Sap had een belangrijke rol gespeeld in de geschiedenis van De Standaard, waarvan hij vanaf 1927 hoofdaandeelhouder was.
Na het overlijden van haar echtgenoot, nam ze een aantal van zijn mandaten over. Zo werd ze onder meer lid van de raad van bestuur van de investeringsmaatschappij Gevaert, de Vlaamse Uitgeversmaatschappij en de toenmalige Kredietbank.
Bij haar overlijden in 2001, schonk Cécile Sap 51 miljoen euro aan de Vlerick Leuven Gent Management School. Ondanks het feit dat het echtpaar geen kinderen had, duurde het uiteindelijk tot 2010 vooraleer de overdracht voltooid was. Er waren immers 45 familieleden (broers, zussen, neven, nichten) die inspraak hadden.

## Trivia
- Cécile Sap was de schoonzus van Jan Piers en van Albert De Smaele.